# Ophrys apifera

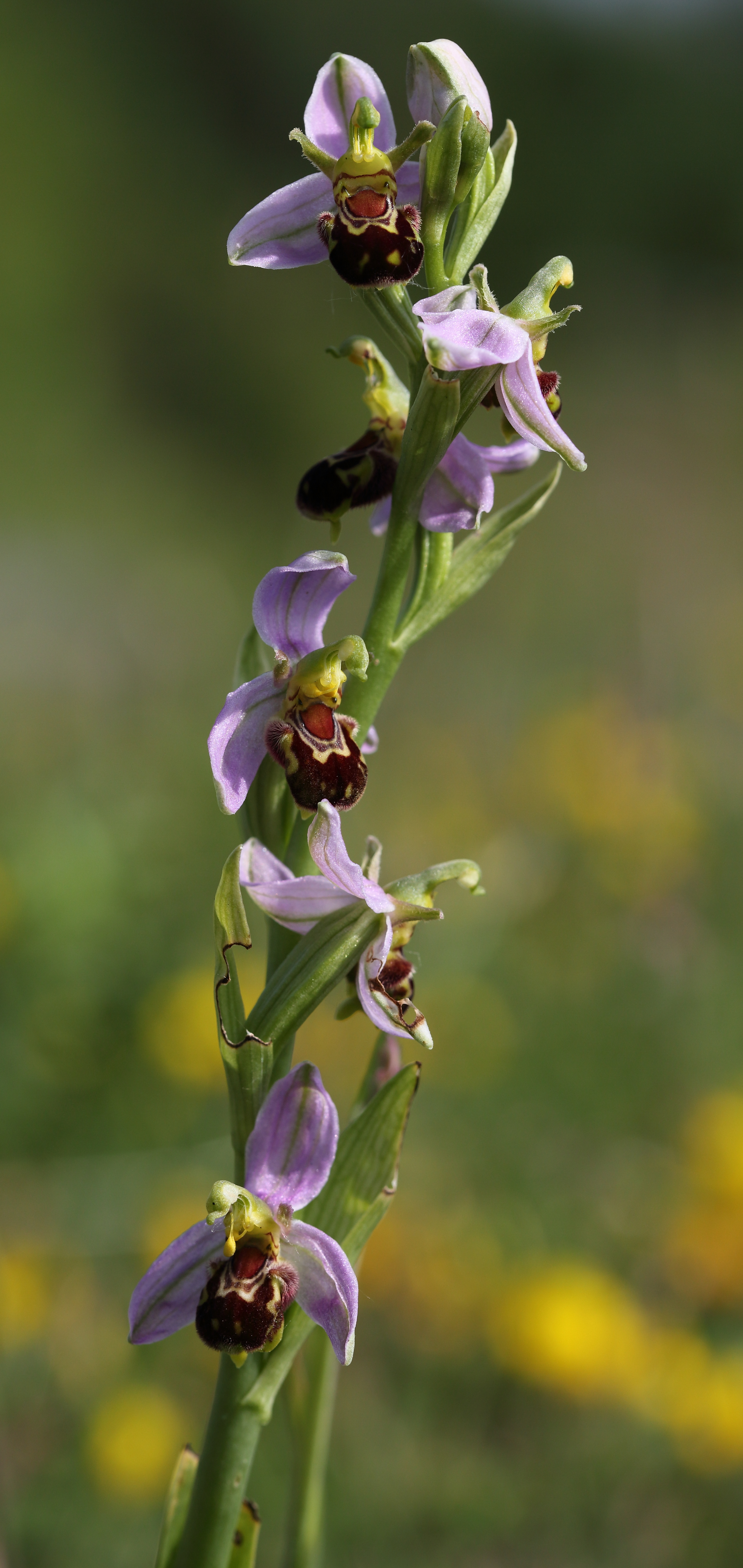
Ophrys apifera: tota la planta

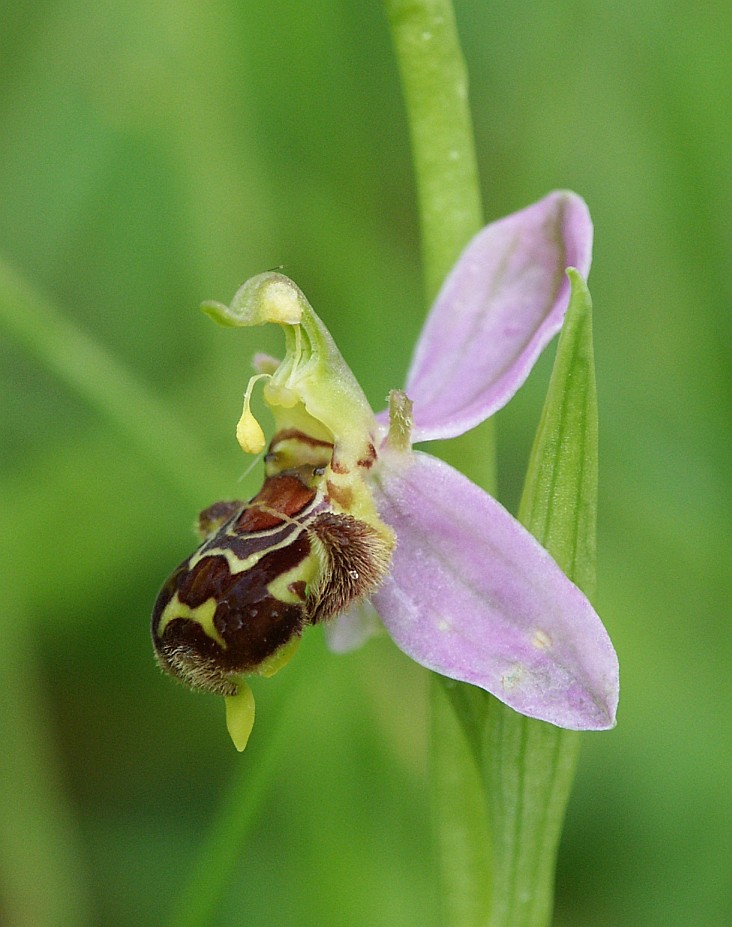
Una Ophrys apifera

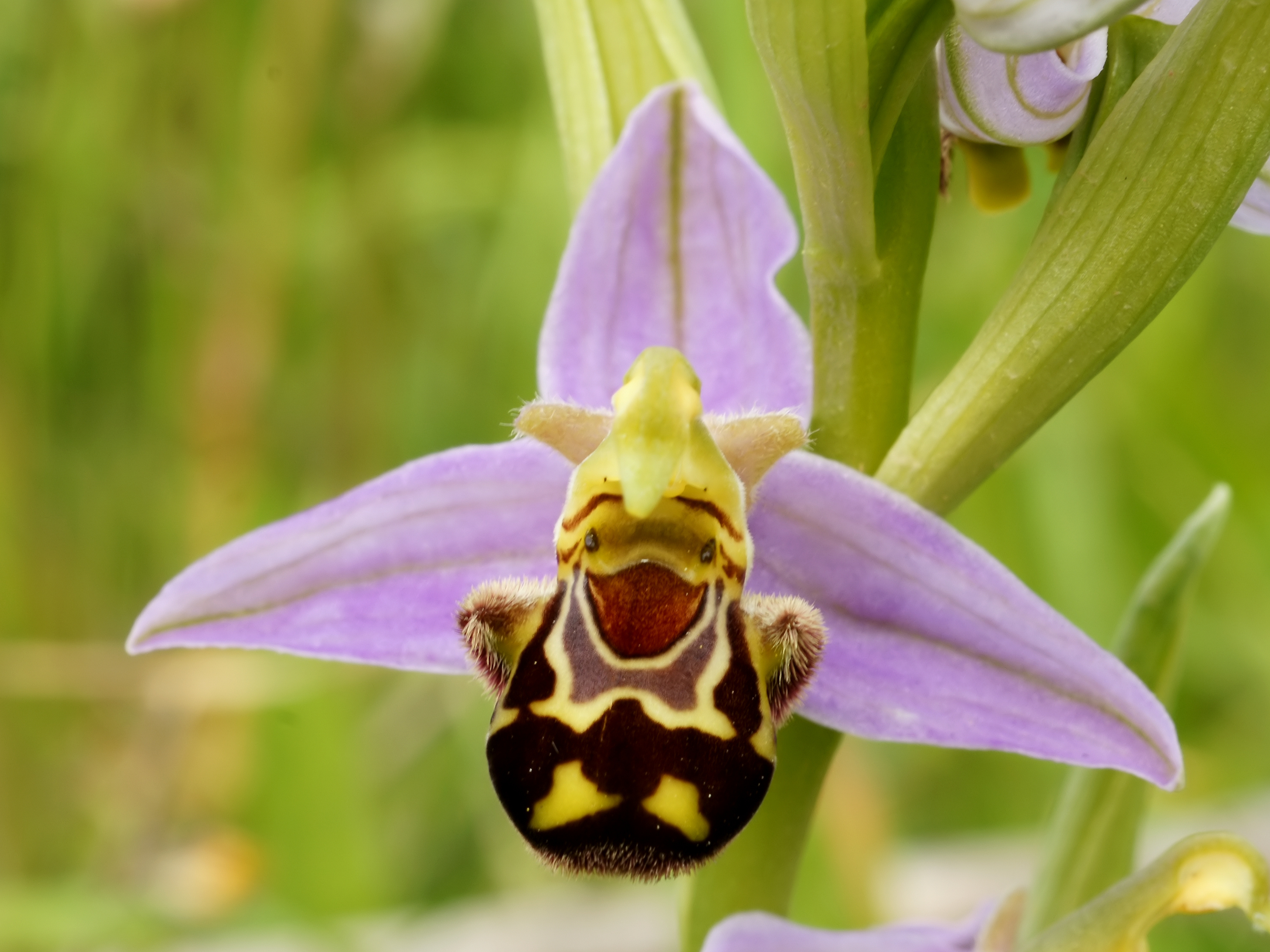
Ophrys apifera (flor simulant abella extinta)

Ophrys apifera Huds. és una orquídia monopòdica i terrestre de la subtribu Orchidinae (família Orchidaceae). És l'anomenada orquídia abella. Hi ha dues espècies de les anomenades orquídies abella: una, Ophrys apifera, té potser la distribució més àmplia de les espècies d'Ophrys. L'altra, Ophrys schulzei, és una espècie oriental que està present només a Anatolia i en l'Orient Mitjà.

## Reproducció
És l'única espècie del gènere Ophry que preferentment practica l'autopol·linització. Les flors de la planta més distribuïdes al nord es reprodueixen exclusivament per autopol·linització, només a l'àrea del Mediterrani, amb l'espècie abellera vermella ocorre la reproducció per pol·linització de l'abella Eucera. En aquest cas la planta atreu els insectes produint l'olor de l'abella femella, a més a més la forma de la flor simula l'abella femella, de manera que la pol·linització ocorre durant la pseudocopulació.
En el passat, les abelles van promoure l'evolució de les orquídies abella. Les abelles mascles, durant moltes generacions d'evolució cumulativa, han fet que adoptin forma d'abella femella, de manera que quan proven de copular-hi en transporten el pol·len.
Les seves flors, doncs, són l'únic record que ens queda d'aquestes abelles ja extingides.

## Sinonímia
- Arachnites apifera (Huds.) Hoffm. 1804
- Arachnites apifera Tod. 1791
- Ophrys albiflora Spruner ex Boiss. 1882
- Ophrys apifera f. flavescens (Rosbach) P.D.Sell in P.D.Sell & Murrell 1996
- Ophrys apifera f. trollii (Hegetschw.) P.D.Sell in P.D.Sell & Murrell 1996
- Ophrys apifera subsp. austriaca (Wiesb. ex Dichtl) K.Richt. 1890
- Ophrys apifera subsp. chlorantha (Hegetschw.) Arcang. 1882
- Ophrys apifera subsp. trollii (Hegetschw.) O.Bolòs 1991
- Ophrys apifera var. almaracensis Pérez-Chisc. 1990 publ. 1991
- Ophrys apifera var. aurita (Moggr.) Gremli 1887
- Ophrys apifera var. basiliensis S.Schwegler i Matthies 2004
- Ophrys apifera var. belgarum Turner Ettl. 1998
- Ophrys apifera var. chlorantha (Hegetschw.) K.Richt. 1890
- Ophrys apifera var. flavescens Rosbach 1880
- Ophrys apifera var. fulvofusca M.P.Grasso i Scrugli 1987
- Ophrys apifera var. immaculata Bréb. 1849
- Ophrys apifera var. muteliae Mutel 1835
- Ophrys apifera var. tilaventina Nonis i Liverani 1997
- Ophrys apifera var. trollii (Hegetschw.) Rchb.f. 1851
- Ophrys aquisgranensis Kaltenb. 1850
- Ophrys arachnites Mill. 1768
- Ophrys austriaca Wiesb. ex Dichtl 1883
- Ophrys chlorantha Hegetschw. 1840
- Ophrys epeirophora Peter 1883
- Ophrys immaculata (Bréb.) O.Nägeli 1916
- Ophrys insectifera L. in part 1753
- Ophrys insectifera subvar. aurita Moggr. 1869
- Ophrys penedensis Kalkhoff 1914
- Ophrys purpurea Tausch 1831
- Ophrys ripaensis Porta 1905
- Ophrys rostrata Ten. 1830
- Ophrys trollii Hegetschw. 1840
- Orchis apifera (Huds.) Salisb. 1796.[3]